# Rekwizytor

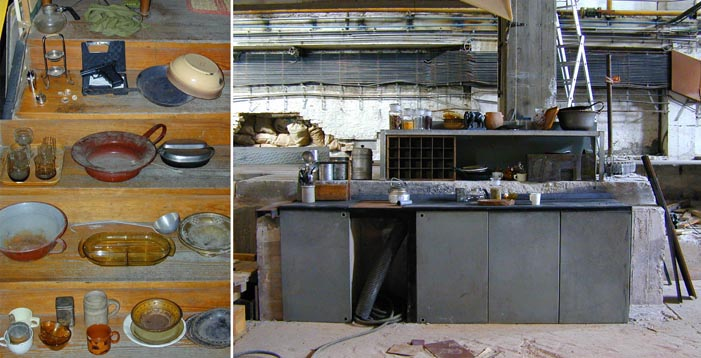
Zestaw rekwizytów do filmu science fiction "Ainoa"

Rekwizytor – osoba odpowiedzialna za właściwy wystrój i odpowiednie rozmieszczenie rekwizytów na scenie teatru lub na planie zdjęciowym filmu. W kinematografii rekwizytor podlega artystycznemu kierownictwu scenografa oraz dekoratora wnętrz. Zawód rekwizytora filmowego dzieli się na dwie specjalności: pierwszy rekwizytor obsługuje cały film i współpracuje z pionem scenograficznym jeszcze przed rozpoczęciem zdjęć, zajmując się m.in. wyceną pozyskania rekwizytów i zawieraniem umów; drugi rekwizytor pracuje tylko na planie zdjęciowym. Czasem do pomocy zatrudnia się również pomocnika rekwizytora. Do zadań rekwizytora należy w głównej mierze: zadbanie o odpowiednią realizację zamysłu reżysera, scenografa i dekoratora wnętrz, przygotowanie rekwizytów do pracy na planie, zadbanie o ich należyty transport, czy też zadbanie o dopełnienie formalności związanych z ich zakupem lub wypożyczeniem.